# Kanton Sèvremoine
Der Kanton Sèvremoine (früher Saint-Macaire-en-Mauges) ist seit 1790 eine französische Verwaltungseinheit im Arrondissement Cholet, im Département Maine-et-Loire und in der Region Pays de la Loire; sein Hauptort ist Sèvremoine.

## Gemeinden
Der Kanton besteht aus sechs Gemeinden mit insgesamt 41.795 Einwohnern (Stand: 1. Januar 2022) auf einer Gesamtfläche von 323,12 km²:
| Gemeinde                 | Einwohner 1. Januar 2022 | Fläche km² | Dichte Einw./km² | Code INSEE | Postleitzahl               |
| ------------------------ | ------------------------ | ---------- | ---------------- | ---------- | -------------------------- |
| La Romagne               | 2.012                    | 15,93      | 126              | 49260      | 49740                      |
| La Séguinière            | 4.199                    | 31,15      | 135              | 49332      | 49280                      |
| Le May-sur-Èvre          | 3.878                    | 31,62      | 123              | 49193      | 49122                      |
| Saint-Christophe-du-Bois | 2.843                    | 21,75      | 131              | 49269      | 49280                      |
| Saint-Léger-sous-Cholet  | 3.099                    | 9,60       | 323              | 49299      | 49280                      |
| Sèvremoine               | 25.764                   | 213,07     | 121              | 49301      | 49230, 49450, 49660, 49710 |
| Kanton Sèvremoine        | 41.795                   | 323,12     | 129              | 4918       | –                          |

## Veränderungen im Gemeindebestand seit der landesweiten Neuordnung der Kantone
2015: Fusion La Renaudière, Le Longeron, Montfaucon-Montigné, Roussay, Saint-André-de-la-Marche, Saint-Crespin-sur-Moine, Saint-Germain-sur-Moine, Saint-Macaire-en-Mauges, Tillières und Torfou → Sèvremoine